# Đậu xanh
Đậu xanh hay đỗ xanh theo phương ngữ miền Bắc (danh pháp khoa học: Vigna radiata) là một loại đậu có kích thước hạt nhỏ, đường kính khoảng 2–2,5 mm. Ở Việt Nam, đậu xanh là loại đậu thường được sử dụng để làm xôi, làm các loại đồ ăn như: Bánh khọt, bánh đậu xanh, bánh ngọt, chè; hoặc được ủ cho lên mầm để làm thức ăn (giá đỗ).

## Đặc điểm
Cây đậu xanh là loại cây thân thảo, mọc đứng, chiều cao khoảng 50 cm. Lá có lông ở cả 2 mặt. Hoa nở ở nách lá và có màu vàng lục. Quả đậu xanh hình trụ, mảnh và có lông, bên trong chứa nhiều hạt có hình trụ ngắn, màu xanh, ruột vàng và có mầm ở giữa. 
Lá mọc kép 3 chia, có lông hai mặt. Hoa màu vàng lục mọc ở kẽ lá. Quả hình trụ thẳng, mảnh nhưng số lượng nhiều, có lông, trong chứa hạt hình tròn hơi thuôn, kích thước nhỏ, màu xanh, ruột màu vàng, có mầm ở giữa.
Loài Vigna radiata gồm các thứ: 
- V. radiata var. grandiflora;
- V. radiata var. radiata
- V. radiata var. sublobata

## Giá trị dinh dưỡng
Theo một số phân tích hàm lượng, trong khoảng 202 gr đậu xanh luộc chứa các thành phần dinh dưỡng:
- Calo: 212
- Chất béo: 0,8g
- Protein: 14,2g
- Chất xơ: 15,4g
- Folat (B9): 80% DV
- Mangan: 30% DV
- Magnesi: 24% DV
- Vitamin B1: 22% DV
- Phosphor: 20% DV
- Sắt: 16% DV
- Đồng: 16% DV
- Kali: 15% DV
- Kẽm: 11% DV

(DV (Daily Value): Lượng tiêu thụ khuyến nghị hằng ngày)
Ngoài các vitamin và khoáng chất trên, đậu xanh còn chứa nhiều vitamin B2, B3, B5, B6 , selen, flavonoid và carotenoid. Loại đậu này cũng chứa nhiều các loại axit amin thiết yếu như isoleucine, valine, lysine, phenylalanine, leucine, arginine, ...

## Tác dụng

### Đối với sức khỏe:

#### Giúp hạn chế sốc nhiệt
Đậu xanh vị ngọt, hơi tanh, tính hàn, không độc, bổ nguyên khí, thanh nhiệt mát gan. Nhờ những chất chống oxy hóa Vitexin và Isovitexin trong đậu xanh có thể giúp bảo vệ tế bào khỏi các tổn thương do sốc nhiệt. Thích hợp với các bệnh nhân bị say nắng, miệng khát, người nóng, thấp nhiệt, ung nhọt,...

#### Hỗ trợ giảm huyết áp, phòng ngừa bệnh tim
Kali và protein trong đậu xanh có thể ức chế các enzym làm tăng huyết áp một cách tự nhiên, từ đó giúp giảm huyết áp. Trong đậu xanh còn có thành phần chất xơ cao giúp làm giảm lượng cholesterol trong cơ thể bằng cách giảm bớt sự hấp thu chất béo, duy trì mức cholesterol trong mức cho phép. Nó còn giúp cho cơ thể phòng chống chứng xơ cứng động mạch và bệnh cao huyết áp, đồng thời có công hiệu bảo vệ gan và giải độc.

#### Ngăn ngừa một số bệnh mãn tính, ung thư, tăng cường hệ miễn dịch[1]
Trong đậu xanh chứa nhiều chất chống oxy hóa lành mạnh như axit phenolic, flavonoid, axit caffeic, axit cinnamic... Các nghiên cứu trong ống nghiệm in vitro chỉ ra rằng các chất chống oxy hóa từ đậu xanh này có thể giảm sự phát triển ung thư ở phổi và dạ dày do gốc tự do; tăng cường hệ miễn dịch, giảm nguy cơ ung thư đại trực tràng, giảm tái phát u xơ tuyến tiền liệt. Hàm lượng chất xơ cao trong đậu xanh giúp hỗ trợ hệ thống tiêu hóa duy trì ổn định, giảm áp lực lên đường ruột, từ đó cũng phòng ngừa ung thư đại tràng và ung thư đường tiêu hóa.

#### Hỗ trợ hệ tiêu quá, dạ dày, giảm cân
Chất xơ trong đậu xanh có tác dụng hỗ trợ tăng tốc độ tiêu hóa thức ăn, giảm trào ngược axit dạ dày thực quản, trĩ, táo bón. Không những vậy, chất kháng tinh bột trong đậu xanh còn có ích cho lợi khuẩn đường ruột. Các lợi khuẩn này sẽ tiêu hóa kháng tinh bột và biến loại tinh bột này thành các axit béo chuỗi ngắn như butyrate có chức năng nuôi dưỡng các tế bào ruột già, tăng cường khả năng miễn dịch đường ruột và thậm chí làm giảm nguy cơ ung thư ruột già.
Đối với những người có mong muốn giảm cân, giữ dáng, khi ăn các loại đậu sẽ giúp cảm thấy no hơn 31% so với khi ăn mì ống hay bánh mì. Vậy nên, nhờ vào hàm lượng chất xơ cao của đậu xanh mà bạn có thể kiểm soát cơn đói và giảm lượng calo nạp vào, từ đó giảm cân dễ dàng hơn.

### Trong đời sống hàng ngày
Đậu xanh được dùng làm rất nhiều món như nấu canh, chè, làm bánh, xay thành bột làm miến, rang vàng tán bột làm thực phẩm ngũ cốc dinh dưỡng. Hạt đậu xanh còn được làm giá đỗ. Lá đậu xanh có thể tận dụng làm dưa nhưng không phổ biến. Vỏ đậu xanh có tính nóng nên nhiều người thường nấu cả vỏ
- Chữa tiêu chảy nôn mửa: Đậu xanh rang vàng 100g, muối rang 10g, hạt tiêu 50g. Tán bột trộn chung cho đều cất kín vào trong lọ. Người lớn mỗi lần uống 7g, cách nhau 3giờ
- Giải say rượu: Nấu cháo đậu xanh để nguội, cho ăn liền vài bát hoặc nhai một nắm lá sống đã rửa sạch thật kỹ rồi nuốt
- Trị trúng nắng: Đậu xanh vo sạch, cho vào nồi, đổ nước đun sôi qua, chắt lấy nước, để nguội rồi uống. Tác dụng của nước đậu sẽ kém đi nếu nấu quá đục..
- Hỗ trợ điều trị đái tháo đường: Nấu canh đậu xanh 200g cùng 2 quả lê và củ cải 250g ăn hàng ngày trong một liệu trình 10 ngày liên tục
- Phòng bệnh sởi: Đậu xanh 30g sắc cùng rễ cỏ tranh tươi 30g với 700ml nước, chia ra 3 phần uống trong ngày, dùng liên tục trong 3 ngày

## Tác dụng phụ
Tuy không phải là tất cả nhưng một số người có thể gặp phải tác dụng phụ, hiện tượng dị ứng khi ăn đậu xanh.
- Chất axit phytic liên kết với canxi, kẽm và các khoáng chất quan trọng khác và ngăn cản hấp thụ các chất này gây nên sự thiếu hụt dinh dưỡng

- Lectin là các protein gắn kết carbohydrate tìm thấy trong nhiều loại thực phẩm nhưng thường có trong các loại đậu, có thể gây cảm giác khó tiêu khi dung nạp quá nhiều. Tương tự acid phytic, nên nấu chín, mềm đậu xanh để giảm lượng lectin

- Đối với một số người, vỏ các loại đậu bao gồm cả đậu xanh, nếu không được nấu kỹ hoặc loại bỏ cũng gây ảnh hưởng không tốt tới hệ tiêu hóa

## Một vài hình ảnh

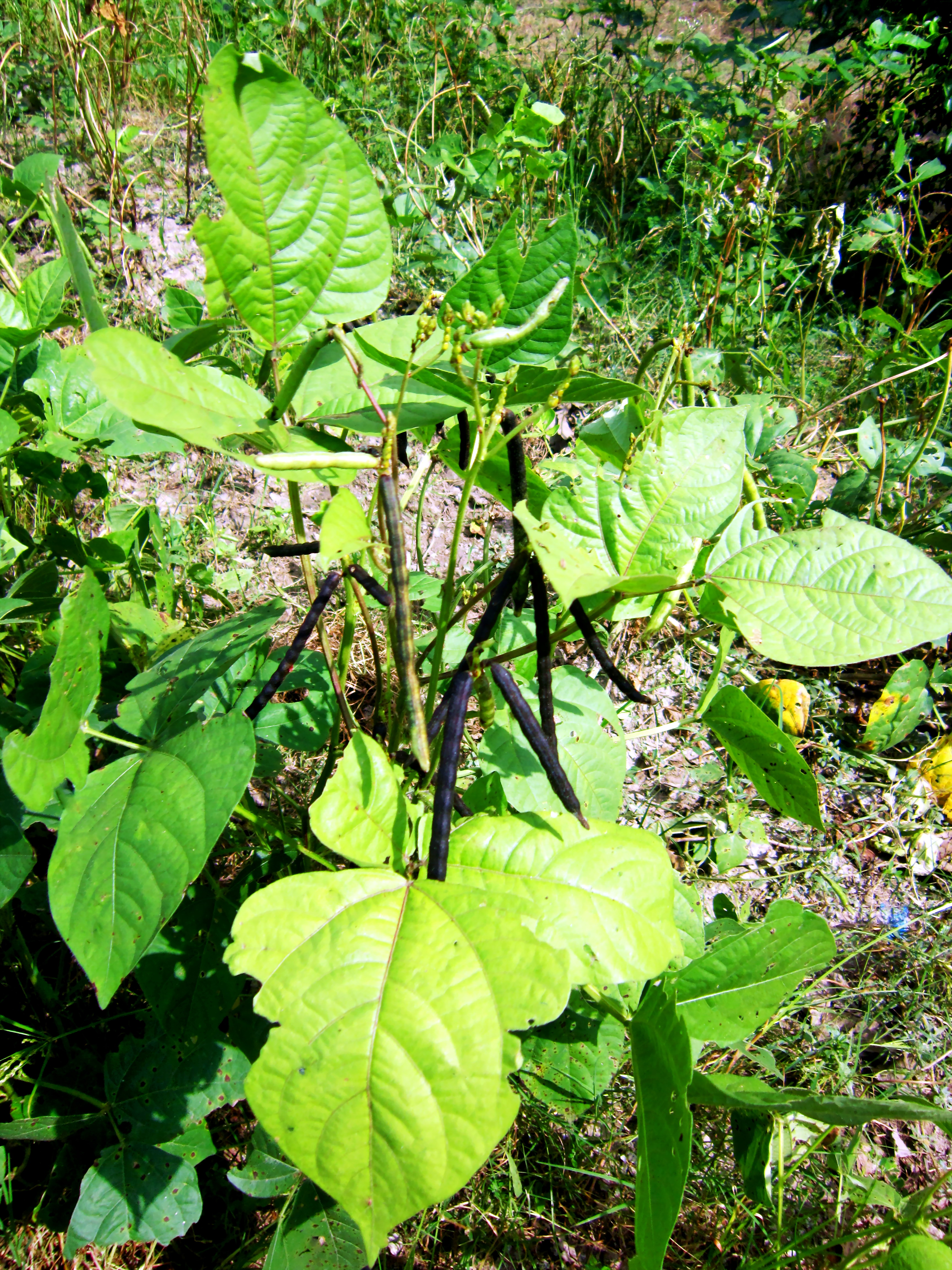
Một cây đậu xanh đang trổ quả. Quả màu đen là quả đã già, đã có thể thu hoạch được.
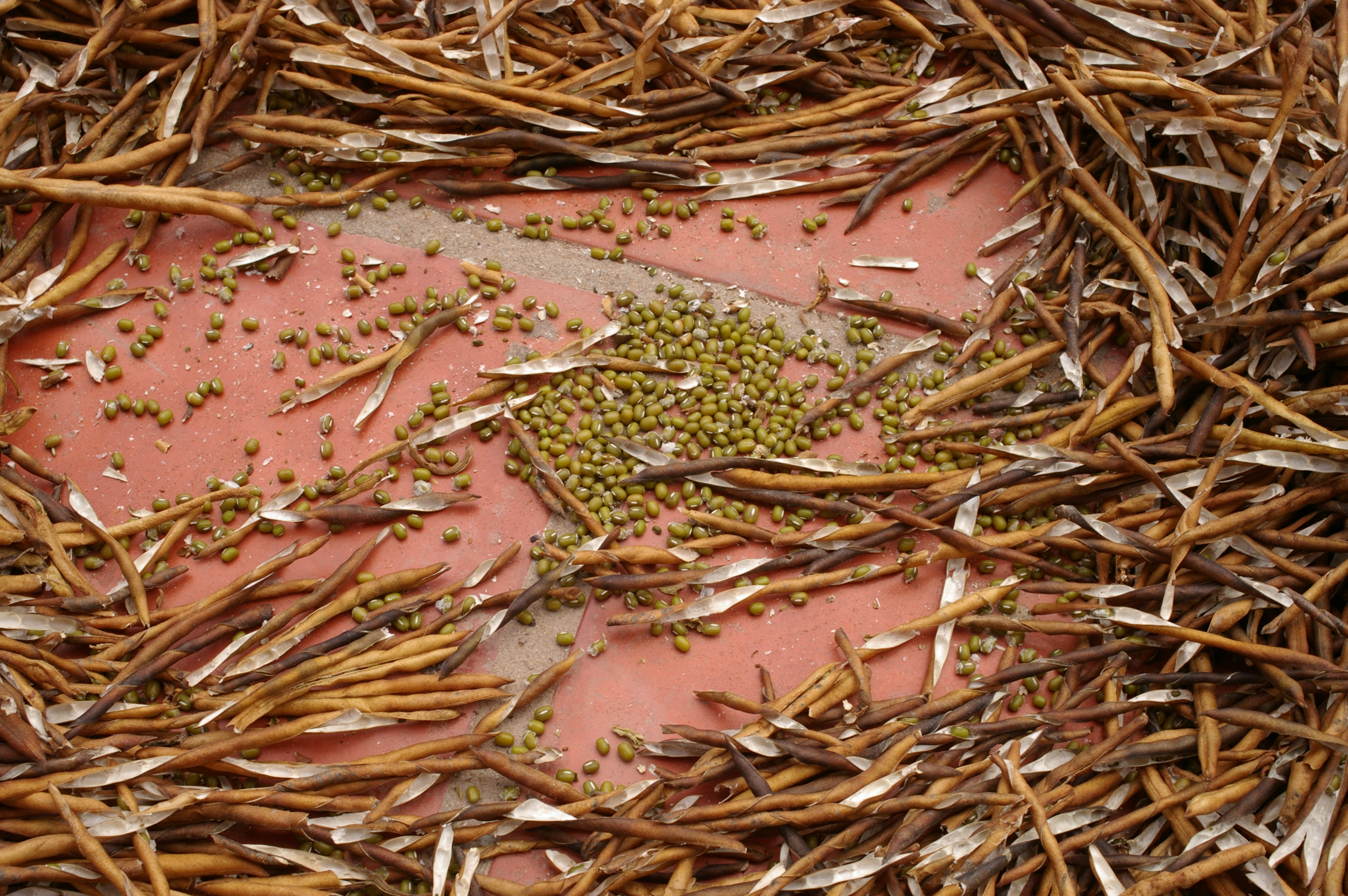
Hạt đậu xanh phơi khô.
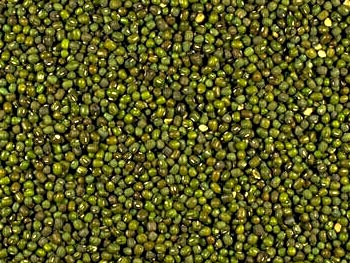
Hạt đậu xanh chưa bóc vỏ.
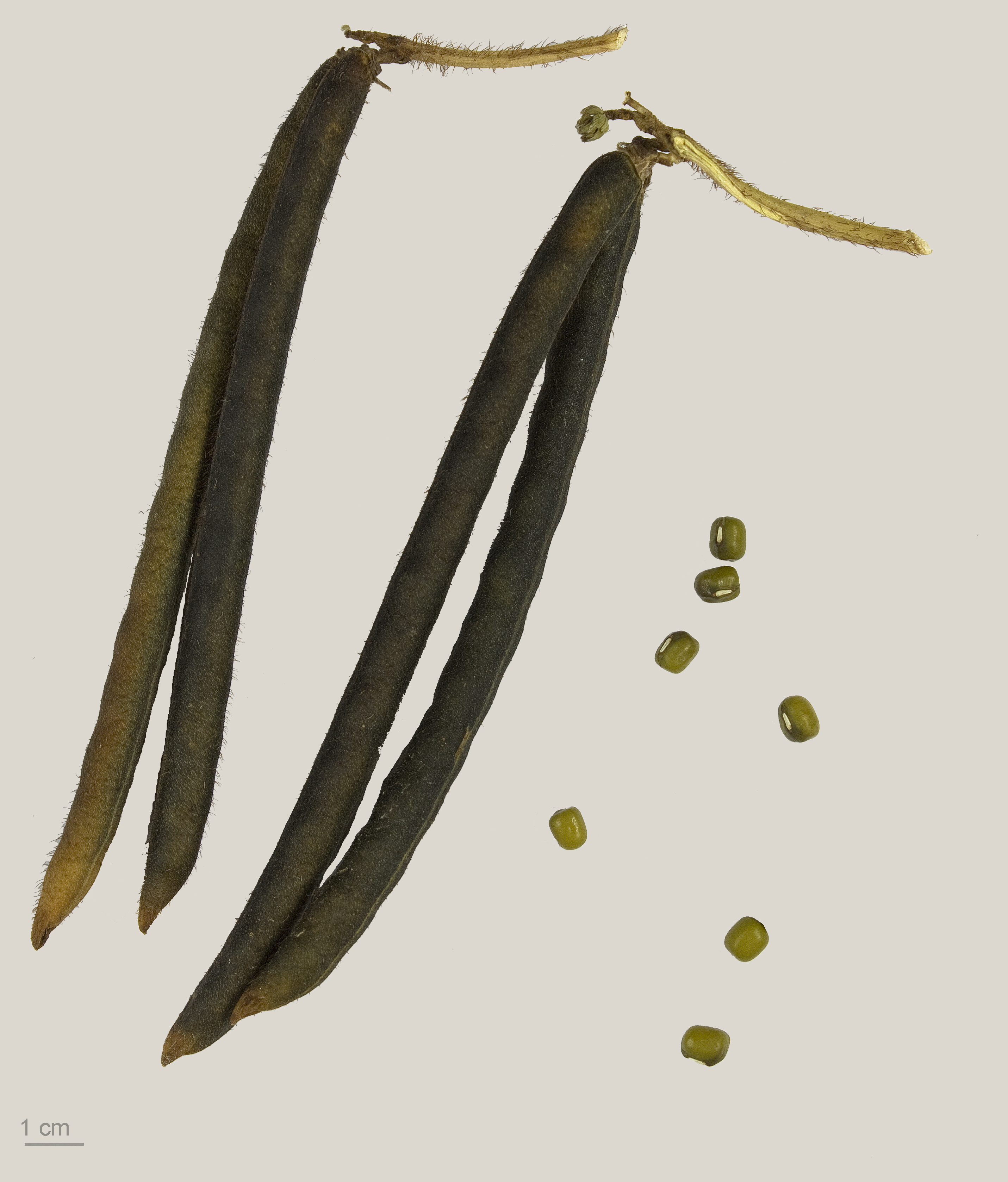
Vigna radiata - Museum specimen